# Wolverhampton Wanderers FC (rezerva a akademie)
Wolverhampton Wanderers Under-21s je rezervní tým anglického klubu Wolverhampton Wanderers FC. Rezerva hraje ligovou sezónu v Premier League do 21 let, což je nejvyšší liga v Anglii pro tuto věkovou kategorii. Trenérem je Scott Sellars.
Akademie Wolverhamptonu Wanderers FC je výběr hráčů Wolverhamptonu Wanderers do 18 a méně let. Akademie působí v Premier League do 18 let a v FA Youth Cupu. Trenérem je Jerry Gill.

## Sestava U21
Aktuální k datu: 17. březen 2016
| Číslo |         | Pozice | Hráč              |
| ----- | ------- | ------ | ----------------- |
| —     | Anglie  | B      | Scott Dutton      |
| —     | Anglie  | B      | Harry Burgoyne    |
| —     | Anglie  | O      | Regan Upton       |
| —     | Anglie  | O      | Aaron Hayden      |
| —     | Anglie  | O      | Ben O'Hanlon      |
| —     | Francie | O      | Sylvain Deslandes |
| —     | Anglie  | O      | Aaron Simpson     |
| —     | Anglie  | O      | Hakeem Odofin     |
| —     | Švédsko | Z      | Tim Jakobsson     |
| —     | Irsko   | Z      | Ryan Rainey       |

| Číslo |         | Pozice | Hráč              |
| ----- | ------- | ------ | ----------------- |
| —     | Anglie  | Z      | Will Randall      |
| —     | Anglie  | Ú      | Connor Ronan      |
| —     | Anglie  | Ú      | Connor Hunte      |
| —     | Skotsko | Ú      | Daniel Armstrong  |
| —     | Wales   | Ú      | Bradley Reid      |
| —     | Nigérie | Ú      | Bright Enobakhare |
| —     | Francie | Ú      | Ibrahim Keita     |
| —     | Anglie  | Ú      | Donovan Wilson    |
| —     | Wales   | Ú      | Aaron Collins     |

## Sestava U18
Aktuální k datu: 17. březen 2016
| Číslo |        | Pozice | Hráč            |
| ----- | ------ | ------ | --------------- |
| —     | Anglie | B      | Rhys Bills      |
| —     | Anglie | B      | Michael Sibley  |
| —     | Anglie | O      | Ryan Schofield  |
| —     | Irsko  | O      | Daniel McKenna  |
| —     | Anglie | O      | Brandon Ball    |
| —     | Anglie | O      | Adam Osbourne   |
| —     | Anglie | O      | Joe Delacoe     |
| —     | Anglie | O      | Cameron John    |
| —     | Anglie | O      | Oliver Bashford |
| —     | Wales  | O      | Ryan Leak       |
| —     | Anglie | O      | Connor Johnson  |
| —     | Anglie | O      | Peter Williams  |
| —     | Irsko  | O      | Anto Breslin    |
| —     | Anglie | O      | Luke Ifil       |

| Číslo |           | Pozice | Hráč             |
| ----- | --------- | ------ | ---------------- |
| —     | Anglie    | Z      | James Parsonage  |
| —     | Skotsko   | Z      | Ross Finnie      |
| —     | Slovensko | Z      | Christián Herc   |
| —     | Wales     | Z      | Sam Phillips     |
| —     | Anglie    | Z      | Owen Eggington   |
| —     | Irsko     | Z      | Conor Levingston |
| —     | Rumunsko  | Z      | Razvan Oaida     |
| —     | Anglie    | Ú      | Josh Shepherd    |
| —     | Anglie    | Ú      | Bradley Lindsey  |
| —     | Wales     | Ú      | Peter Smith      |
| —     | Anglie    | Ú      | Austin Samuels   |
| —     | Skotsko   | Ú      | Jordan Allan     |
| —     | Rumunsko  | Ú      | Nicolae Carnat   |
| —     | Anglie    | Ú      | Niall Ennis      |